# Lamkopf
Le Lamkopf est une montagne culminant à 2 846 mètres d'altitude dans le massif des Alpes de Berchtesgaden, en Autriche.

## Géographie

### Situation
La montagne se situe à l'ouest du chaînon du Hochkönigstock.

## Histoire
La première croix sommitale est érigée en 1960, mais détruite par la foudre en 2011. Une nouvelle croix sommitale est érigée en 2013.

## Ascension
Le sommet est accessible depuis le nord en réalisant la traversée du Hochkönig au Hochseiler ou par l'Übergossene Alm.